# Suore della carità di Cincinnati
Le suore della carità di Cincinnati (in inglese Sisters of Charity of Cincinnati) sono un istituto religioso femminile di diritto pontificio: i membri di questa congregazione pospongono al loro nome la sigla S.C.

## Storia
La congregazione deriva dalle suore della carità di Emmitsburg, fondate nel 1809 da Elizabeth Ann Bayley Seton (1774-1821): nel 1829 il vescovo domenicano di Cincinnati Edward Dominic Fenwick fece inviare dalla Bayley Seton una comunità di quattro suore per gestire l'orfanotrofio e le scuole parrocchiali della sua diocesi (di recente istituzione).
Nel 1849 le suore di Emmitsburg confluirono nelle figlie della carità di San Vincenzo de' Paoli: delle dodici suore presenti all'epoca a Cincinnati, sei seguirono le sorti della congregazione del Maryland; altre sei, sotto la guida dell'arcivescovo John Baptist Purcell, scelsero di costituirsi in congregazione di diritto diocesano e il 25 marzo 1852 fecero la loro professione dei voti religiosi. La prima superiora della comunità fu Margaret George, già compagna della Bayley Seton.
Le suore della carità di Cincinnati ottennero il pontificio decreto di lode il 31 gennaio 1931: le loro costituzioni vennero approvate dalla Santa Sede nel 1939.

## Attività e diffusione
Le suore della carità di Cincinnati si dedicano all'istruzione ed educazione cristiana della gioventù, all'assistenza agli ammalati e a diverse opere di promozione sociale.
Sono presenti negli Stati Uniti d'America e in Guatemala: la sede generalizia è a Mount Saint Joseph (Cincinnati).
Al 31 dicembre 2005 l'istituto contava 525 religiose in 268 case.